# La Répara-Auriples
La Répara-Auriples é uma comuna francesa na região administrativa de Auvérnia-Ródano-Alpes, no departamento de Drôme. Estende-se por uma área de 15,03 km². Em 2010 a comuna tinha 245 habitantes (densidade: 16,3 hab./km²).